# Gilmore Girls (2.ª temporada)
A segunda temporada de Gilmore Girls, uma série de televisão americana comédia dramática, começou a ser exibida em 9 de outubro de 2001 no The WB. A temporada terminou em 21 de maio de 2002, após 22 episódios. A série foi movida das noites de quinta para terça-feira, onde foi ao ar durante toda a temporada.

## Enredo
A temporada começa com Lorelai aceitando a proposta de Max. No entanto, ela interrompe o casamento alguns dias antes, percebendo que ela realmente não o ama. Christopher retorna com uma nova namorada, Sherry, com quem ele parece pronto para se estabelecer. Lorelai e Emily estão desapontadas por ele não estar pronto para se estabelecer com Lorelai, mas elas continuam em contato amigável.
Rory passa a temporada em um relacionamento com Dean, enquanto Tristan, o principal rival por sua afeição na primeira temporada, é mandado para a escola militar. O sobrinho de Luke, Jess, vem para ficar com ele depois de ter problemas em casa, em Nova York, e seu interesse por Rory é simples. Jess e Rory estão envolvidos em um acidente de carro que destrói o carro de Dean reformado para Rory e deixa Rory com um pulso fraturado. Apesar dos protestos de Rory, toda a cidade culpa Jess, que volta para Nova York. O incidente provoca uma ruptura entre Lorelai e Luke.
Richard sente que ele está sendo empurrado para fora no trabalho então renuncia. Ele luta com a aposentadoria e, eventualmente, abre seu próprio negócio de consultoria de seguros. Lane se une às líderes de torcida, tenta um romance com Henry e decide que ela quer se tornar baterista. Paris torna-se editora do jornal da escola, dando-lhe outra razão para pedir a Rory, mas aos poucos percebe que eles se tornaram amigos. Sookie e Jackson ficam noivos enquanto Michel tem uma visita de sua mãe.
No final da temporada, Paris e Rory são eleitos como presidente de classe e vice-presidente, o que significa que terão que passar o verão em Washington. Lorelai dorme com Christopher, mas sua tentativa de ser uma família falha quando ele ouve Sherry está grávida e volta para ela. Jess retorna para a cidade e Rory o beija embora ela ainda esteja namorando Dean. A temporada se encerra com Lorelai e Rory caminhando pelo corredor como damas de honra de Sookie.

## Elenco

### Principal
- Lauren Graham como Lorelai Gilmore
- Alexis Bledel como Rory Gilmore
- Melissa McCarthy como Sookie St. James
- Keiko Agena como Lane Kim
- Yanic Truesdale como Michel Gerard
- Scott Patterson como Luke Danes
- Liza Weil como Paris Geller
- Jared Padalecki como Dean Forester
- Milo Ventimiglia como Jess Mariano
- Kelly Bishop como Emily Gilmore
- Edward Herrmann como Richard Gilmore

### Recorrente
- Sean Gunn como Kirk Gleason
- Liz Torres como Miss Patty
- Michael Winters como Taylor Doose
- Jackson Douglas como Jackson Belleville
- Teal Redmann como Louise Grant
- Shelly Cole como Madeline Lynn
- David Sutcliffe como Christopher Hayden
- Sally Struthers como Babette Dell
- Emily Kuroda como a Sra. Kim
- Brian Tarantina como Bootsy
- Scott Cohen como Max Medina
- Grant Lee Phillips como Grant
- Mike Gandolfi como Andrew
- Ted Rooney como Morey Dell
- Adam Wylie como Brad Langford
- Rose Abdoo como cigano
- Dakin Matthews como diretor Hanlin Charleston
- Biff Yeager como Tom
- Mädchen Amick como Sherry Tinsdale
- Emily Bergl como Francie Jarvis

### Convidado
- Chad Michael Murray como Tristan Dugray

## Episódios
| N.º na série | N.º na temp. | Título                           | Dirigido por          | Escrito por                          | Exibição original       | Cód. de produção | Audiência (milhões) |
| ------------ | ------------ | -------------------------------- | --------------------- | ------------------------------------ | ----------------------- | ---------------- | ------------------- |
| 22           | 1            | "Sadie, Sadie"                   | Amy Sherman-Palladino | Amy Sherman-Palladino                | 9 de outubro de 2001    | 227451           | 5.0                 |
| 23           | 2            | "Hammers and Veils"              | Michael Katleman      | Amy Sherman-Palladino                | 9 de outubro de 2001    | 227452           | 5.0                 |
| 24           | 3            | "Red Light on the Wedding Night" | Gail Mancuso          | Daniel Palladino                     | 16 de outubro de 2001   | 227453           | 4.5                 |
| 25           | 4            | "The Road Trip to Harvard"       | Jamie Babbit          | Daniel Palladino                     | 23 de outubro de 2001   | 227454           | 4.8                 |
| 26           | 5            | "Nick & Nora/Sid & Nancy"        | Michael Katleman      | Amy Sherman-Palladino                | 30 de outubro de 2001   | 227455           | 4.8                 |
| 27           | 6            | "Presenting Lorelai Gilmore"     | Chris Long            | Sheila R. Lawrence                   | 6 de novembro de 2001   | 227456           | 5.6                 |
| 28           | 7            | "Like Mother, Like Daughter"     | Dennis Erdman         | Joan Binder Weiss                    | 13 de novembro de 2001  | 227457           | 5.1                 |
| 29           | 8            | "The Ins and Outs of Inns"       | Michael Katleman      | Daniel Palladino                     | 20 de novembro de 2001  | 227458           | 4.4                 |
| 30           | 9            | "Run Away, Little Boy"           | Danny Leiner          | John Stephens                        | 27 de novembro de 2001  | 227459           | 4.9                 |
| 31           | 10           | "The Bracebridge Dinner"         | Chris Long            | Daniel Palladino                     | 11 de dezembro de 2001  | 227460           | 5.0                 |
| 32           | 11           | "Secrets and Loans"              | Nicole Holofcener     | Linda Loiselle Guzik                 | 22 de janeiro de 2002   | 227461           | 5.3                 |
| 33           | 12           | "Richard in Stars Hollow"        | Steve Gomer           | Frank Lombardi                       | 29 de janeiro de 2002   | 227462           | 5.3                 |
| 34           | 13           | "A-Tisket, A-Tasket"             | Robert Berlinger      | Amy Sherman-Palladino                | 5 de fevereiro de 2002  | 227463           | 5.0                 |
| 35           | 14           | "It Should've Been Lorelai"      | Lesli Linka Glatter   | Daniel Palladino                     | 12 de fevereiro de 2002 | 227464           | 4.9                 |
| 36           | 15           | "Lost and Found"                 | Gail Mancuso          | Amy Sherman-Palladino                | 26 de fevereiro de 2002 | 227465           | 4.8                 |
| 37           | 16           | "There's the Rub"                | Amy Sherman-Palladino | Sheila R. Lawrence                   | 9 de abril de 2002      | 227466           | 4.8                 |
| 38           | 17           | "Dead Uncles and Vegetables"     | Jamie Babbit          | Daniel Palladino                     | 16 de abril de 2002     | 227467           | 4.5                 |
| 39           | 18           | "Back in the Saddle Again"       | Kevin Dowling         | Linda Loiselle Guzik                 | 23 de abril de 2002     | 227468           | 4.8                 |
| 40           | 19           | "Teach Me Tonight"               | Steve Robman          | Amy Sherman-Palladino                | 30 de abril de 2002     | 227469           | 5.1                 |
| 41           | 20           | "Help Wanted"                    | Chris Long            | Allan Heinberg                       | 7 de maio de 2002       | 227470           | 4.6                 |
| 42           | 21           | "Lorelai's Graduation Day"       | Jamie Babbit          | Daniel Palladino                     | 14 de maio de 2002      | 227471           | 3.4                 |
| 43           | 22           | "I Can't Get Started"            | Amy Sherman-Palladino | Amy Sherman-Palladino, John Stephens | 21 de maio de 2002      | 227472           | 5.2                 |